# Eudonia demodes
Eudonia demodes là một loài bướm đêm trong họ Crambidae.